# Marsaz
Marsaz är en kommun i departementet Drôme i regionen Auvergne-Rhône-Alpes i sydöstra Frankrike. Kommunen ligger i kantonen Saint-Donat-sur-l'Herbasse som tillhör arrondissementet Valence. År 2022 hade Marsaz 690 invånare.

## Befolkningsutveckling
Antalet invånare i kommunen Marsaz
Referens:INSEE